# Boulisst River
Der Boulisst River ist ein kurzer Fluss im Norden von Dominica im Parish Saint Andrew. Er entspringt im Moore Park Estate (Paix Bouche) auf ca. 240 m über dem Meer, im selben Gebiet wie Zuflüsse des Grand Riviére und des Thibaud River und fließt nach Süden. Er passiert das Paix Bouche und La Source im Westen und mündet in Belmanie von links und Norden in den Blenheim River.
Der Boulisst River verläuft streckenweise parallel zum Grand Riviére und zu einem Hauptarm des Thibaud River.